# Scuola Italiana di Montevideo
La Scuola Italiana di Montevideo es un colegio mixto y bilingüe con sede en el barrio de Carrasco, Montevideo (Uruguay). Brinda educación desde preescolar (Casa dei bambini) hasta bachillerato o liceo Italiano, los programas de secundaria superior.

## Historia

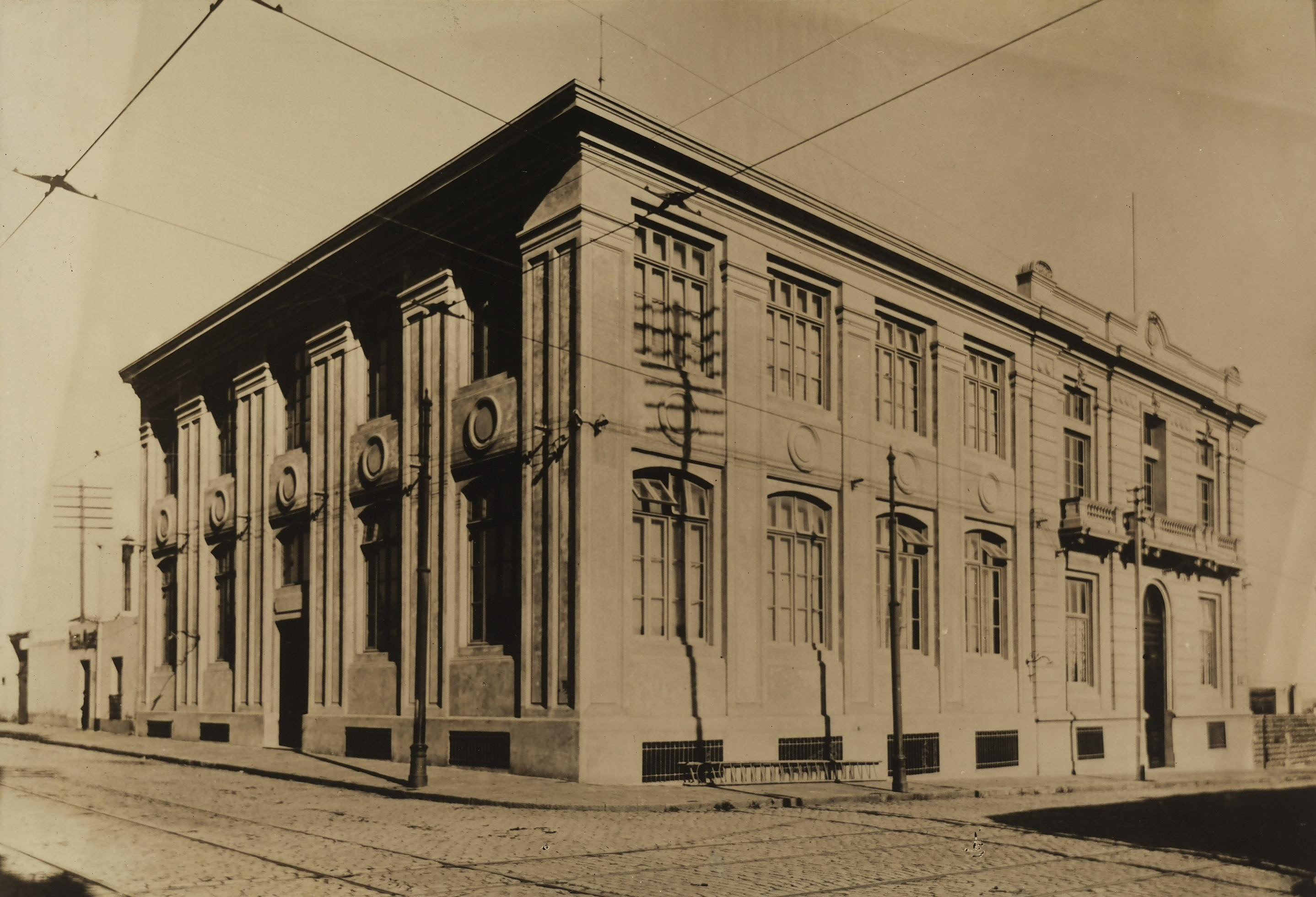
Edificio de la Scuola Italiana construido por el ingeniero Luis Andreoni

La Scuola fue fundada en Montevideo, el 17 de septiembre de 1886 bajo el nombre de Scuola Italiana delle Società Riunite, con el objetivo de enseñar el idioma y cultura de Italia. Su primera sede se encontraba en la calle Colonia, en el Centro de Montevideo 
En 1906 debido al aumento significativo de estudiantes se le encomendó al ingeniero Luis Andreoni, la construcción de una nueva sede en el barrio Cordón, sobre la intersección de la calle Magallanes y la Avenida Uruguay, donde actualmente funciona la Facultad de Humanidades y Ciencias de la Educación de la Universidad de la República.
En el año 1971 se inauguró la primera sede de la  “Casa dei Bambini” el sector de enseñanza preescolar de la institución, y en 1973 la institución adquiere el edificio del antiguo Colegio del Sagrado Corazón de Jesús, ubicado en el barrio residencial de Carrasco para posteriormente trasladar todos sus niveles de enseñanza hacia dicha edificación y convertirla, hasta nuestros días en su sede. Asimismo, comenzó a impartir clases de otras lenguas, como el inglés, y promover actividades deportivas. 
Sus instalaciones comprenden un amplio    campus de 13 hectáreas (32,1 acre), e incluye cinco canchas y cuatro gimnasios.

## Alumnos notables
- Diego Forlán, futbolista;[5]

- Irene Moreira, abogada y política;[6]
- Sara Perrone, presentadora de televisión;[7]
- Lorena Ponce de León, arquitecta paisajista, primera dama de Uruguay 2020-2024.[8]